# Bathyrhombila furcata
Bathyrhombila furcata is een krabbensoort uit de familie van de Pseudorhombilidae. De wetenschappelijke naam van de soort is voor het eerst geldig gepubliceerd in 1998 door Hendrickx.